# Patrick Cockburn
Patrick Cockburn (5 de març de 1951) és un periodista irlandès, corresponsal per l'Orient Mitjà de The Independent, reconegut com un dels millors especialistes en la zona. Ha escrit diversos llibres sobre la història recent de l'Iraq i sobre el terrorisme jihadista. Va guanyar el premi Orwell de periodisme l'any 2009, va ser triat corresponsal a l'estranger de l'any pels premis Editorial Intelligence Comment Awards 2013, i nomenat periodista internacional de l'any en els British Journalism Awards del 2014. El seu darrer llibre sobre el gihad va ser traduït al castellà el 2015 : Isis. El retorno de la Yihad (Ariel, 2015).

## Publicacions
- (1989), Getting Russia Wrong: The End of Kremlinology, Verso Books, ISBN 978-0-86091-977-3
- (with Andrew Cockburn, 1999), Out of the Ashes: The Resurrection of Saddam Hussein, HarperCollins. (British title: Saddam Hussein: An American Obsession, 2002.)
- (2005), The Broken Boy, Jonathan Cape, ISBN 978-0-224-07108-6
- (2006), The Occupation: War and Resistance in Iraq, Verso Books, ISBN 978-1-84467-164-9
- (2008), Muqtada: Muqtada al-Sadr, the Shia Revival, and the Struggle for Iraq, Scribner, ISBN 978-1-4165-5147-8. (British title: Muqtada Al-Sadr and the Fall of Iraq, Faber and Faber, ISBN 978-0-571-23974-0; Muqtada Al-Sadr and the Shia Insurgency in Iraq, Faber and Faber, ISBN 978-0-571-23976-4)
- (2011), Henry's Demons: Living with Schizophrenia, A Father and Son's Story Charles Scribner's Sons Scribner]
- (2014), The Jihadis Return: ISIS and the New Sunni Uprising, OR Books, New York: 2014[3]
- (2015),  The Rise of Islamic State: Isis and the New Sunni Revolution.  Londres i Nova York: Verso. ISBN 978-1-78478-040-1.. (First published in 2014 under the title The Jihadis Return by OR Books)